# الکل و کورتیزول
الکل و کورتیزول رابطه‌ای پیچیده دارند. در حالی که کورتیزول هورمونی است که در پاسخ به استرس ترشح می‌شود، الکلیسم می‌تواند به افزایش سطح کورتیزول در بدن در طول زمان منجر شود. این موضوع می‌تواند مشکل‌ساز باشد زیرا کورتیزول می‌تواند به‌طور موقت سایر عملکردهای بدنی را متوقف کند و احتمالاً باعث آسیب فیزیکی شود.

## کورتیزول
کورتیزول هورمونی است که توسط غده فوق کلیوی ترشح می‌شود و بخشی از محور (HPA) را تشکیل می‌دهد. این هورمون معمولاً در دوره‌های استرس بالا ترشح می‌شود تا به فرد کمک کند با موقعیت‌های استرس‌زا کنار بیاید. ترشح کورتیزول منجر به افزایش ضربان قلب و فشار خون و همچنین توقف موقت فرآیندهای متابولیکی مانند هضم، تولید مثل، رشد و ایمنی می‌شود تا انرژی برای پاسخ به استرس حفظ شود. ترشح مزمن کورتیزول در طول زمان‌های طولانی ناشی از استرس بالا می‌تواند منجر به:
- خستگی
- فشار خون بالا
- زخم‌ها
- رشد مختل شده
- سرطان
- تسریع تخریب عصبی در دوران پیری
- اختلال در سیستم ایمنی.[۲]

## تداخلات الکل و کورتیزول
سطوح بالای کورتیزول به‌طور عمده با مصرف بالای الکل مرتبط بوده است، که احتمالاً به دلیل عدم تنظیم (کنترل مهاری مختل شده) محور HPA است.

### تاریخچه
تحقیقات در مورد تأثیرات الکل بر کورتیزول به دهه ۱۹۵۰ برمی‌گردد. بسیاری از مطالعات رابطه‌ای بین این دو نشان دادند؛ با این حال، این مطالعات محدود به مصرف کوتاه‌مدت الکل بودند. اولین مطالعه انسانی که تأثیرات بلندمدت مصرف الکل بر کورتیزول را ارزیابی کرد، در سال ۱۹۶۶ (مندلسون و همکاران) انجام شد. آن‌ها سطوح بالای کورتیزول را در هر دو گروه الکلی و غیر الکلی در حین نوشیدن فعال مشاهده کردند. به‌طور کلی، کورتیزول در الکلی‌ها بالاتر از غیر الکلی‌ها بود، که نشان‌دهنده تأثیرات بلندمدت الکل بر سیستم غدد درون‌ریز است. همچنین، الکلی‌ها بالاترین سطوح کورتیزول را پس از توقف نوشیدن داشتند که علائم ترک (یک نشانگر هورمونی اعتیاد به الکل) را نشان می‌دهد.

### یافته‌های اخیر
تحقیقات اخیر این ارتباط قوی بین مصرف بالای الکل و سطوح بالای کورتیزول را تأیید می‌کند. در یک مطالعه، سطوح کورتیزول ادراری شبانه از افرادی که به‌طور منظم مقدار زیادی الکل مصرف می‌کردند در مقایسه با افرادی که مقدار کمی الکل مصرف می‌کردند، اندازه‌گیری شد. افرادی که الکل بیشتری می‌نوشیدند، سطوح بالاتری از کورتیزول و تغییرپذیری ضربان قلب کمتری (که توسط سیستم عصبی خودمختار کنترل می‌شود) داشتند، که نشان‌دهنده ارتباطی بین محور HPA و سیستم عصبی خودمختار (ANS) است. همچنین، افرادی که الکل بیشتری مصرف می‌کردند، فشار خون بالاتر و مشکلات خواب داشتند که نشان‌دهنده سطوح بالای کورتیزول است.
تکنولوژی‌های جدید به محققان این امکان را داده است که سطوح کورتیزول را در موهای انسان اندازه‌گیری کنند (که نشان‌دهنده قرارگیری تجمعی کورتیزول در طول زمان‌های طولانی است). این روش اندازه‌گیری برای مقایسه سطوح بلندمدت کورتیزول در الکلی‌ها، ترک‌کنندگان مصرف الکل و غیر الکلی‌ها استفاده شده است. یکی از مطالعات اخیر نشان داد که الکلی‌ها سه تا چهار برابر بیشتر از دسته ترک‌کنندگان یا غیر الکلی‌ها سطوح کورتیزول در مو داشتند (که با تحقیقات قبلی که نشان می‌دهد دوره‌های مصرف الکل با سطوح بالای کورتیزول مرتبط است، سازگار است). ترک‌کنندگان و غیر الکلی‌ها سطوح پایینی از کورتیزول مشابه داشتند که نشان می‌دهد سطوح کورتیزول در نهایت، پس از قطع طولانی‌مدت به حالت طبیعی بازمی‌گردد.